# Нікітін Юрій Олександрович (історик)
Нікітін Юрій Олександрович (нар. 6 травня 1963, Суми) — доктор історичних наук, професор, ректор Комунального закладу «Сумський обласний інститут післядипломної педагогічної освіти», м. Суми.

## Біографія
Народився 6 травня 1963 р. у м. Суми.
Протягом 1970–1980 рр. навчався в Сумській середній школі № 18.
Впродовж 1981–1983 рр. навчався на історичному факультеті Чернігівського державного педагогічного інституту ім. Т. Г. Шевченка.
У 1986 р. закінчив Сумський державний педагогічний інститут ім. А. С. Макаренка.
З вересня 1986 р. лаборант кафедри історії СРСР і УРСР, старший викладач, доцент кафедри історії України Сумського державного педагогічного інституту.
Захистив дисертацію на здобуття наукового ступеня кандидата історичних наук в Національному педагогічному університеті імені М. П. Драгоманова у 2004 році. Темою дисертації обрав «Зміни в становищі сільського й міського населення Київської та Чернігівської губерній після селянської і міської реформ 60–70 років XIX ст.: Автореф. дис… канд. іст. наук: 07.00.01 / Ю. О. Нікітін ; Нац. пед. ун-т ім. М. П. Драгоманова. К., 2004» (науковий керівник — доктор історичних наук, професор І. І. Дробот).
З жовтня 2005 р. доцент кафедри гуманітарних дисциплін Сумської філії Харківського національного університету внутрішніх справ.
Впродовж 2012–2015 рр. навчався в докторантурі при кафедрі історії та філософії історії Інституту філософської освіти і науки Національного педагогічного університету імені М. П. Драгоманова.
У 2015 р. захистив дисертацію на здобуття наукового ступеня доктора історичних наук в Національному педагогічному університеті імені М. П. Драгоманова. Темою дисертації обрав «Пореформені міста Лівобережної та Слобідської України у другій половині ХІХ ст.: історичний аспект самоврядування.: Автореф. дис… докт. іст. наук: 07.00.01 / Ю. О. Нікітін ; Нац. пед. ун-т ім. М. П. Драгоманова. К., 2015» (науковий керівник — доктор історичних наук, професор І. І. Дробот).
З травня 2015 р. в.о. ректора Комунального закладу «Сумський обласний інститут післядипломної педагогічної освіти», м. Суми.
У червні 2016 р. обрано на посаду ректора Комунальний заклад «Сумський обласний інститут післядипломної педагогічної освіти», м. Суми.

## Коло наукових інтересів
- історія України ХІХ ст.
- регіональна історія
- історія місцевого самоврядування
- методика викладання історії

## Нагороди
2006 р. — нагороджений знаком «Відмінник освіти України»
2020 р. — нагороджений Почесною відзнакою «За Заслуги Перед Сумщиною» ІІІ ступеня

## Наукові роботи
- Пореформені міста Полтавської, Харківської та Чернігівської губерній у другій половині ХІХ ст.: історичний аспект самоврядування: монографія: монографія, 2-е видання. Вінниця: ТОВ «Нілан-ЛТД», 2016. 327 с.
- Роль органів місцевого самоврядування у розбудові транспортної інфраструктури у другій половині ХІХ ст. (на прикладі Лівобережної та Слобідської України). Сіверщина в історії України. Київ–Глухів: Центр пам'яткознавства НАН України і УТОПІК. Вип. 9, 2016. С. 331—334.
- Природоохоронна діяльність органів місцевого самоврядування у другій половині ХІХ — на початку ХХ ст. (на прикладі Чернігівської губернії). Уманська старовина. Умань: Видавничо-поліграфічний центр «Візаві». Вип. 2, 2016. С. 91–95.
- Основні витратні статті міських бюджетів на прикладі міст Чернігівської губернії в 70-ті роки XIX ст. Пам'ять століть. 2006. № 3–4. С. 176—184.
- Взаємовідносини міських суспільних управлінь і місцевої адміністрації на прикладі Чернігівської губернії в 70-х рр. XIX ст. Пам'ять століть. 2007. № 1. С. 79–86.
- Участь органів міського самоврядування у розвитку освіти в 70 — 90 — ті роки XIX ст. (на прикладі Чернігівської, Полтавської, Харківської та Катеринославської губерній). Наукові записки Вінницького державного педагогічного університету імені Михайла Коцюбинського. Серія: Історія. Вінниця: ВДПУ, 2008. Вип. XIV. С. 86–92.
- Населення міст Харківської, Полтавської та Чернігівської губерній у другій половині ХІХ ст. Збірник наукових праць. Слов'янський вісник. Серія «Історичні науки». Рівне: Рівненський державний гуманітарний університет, Рівненський інститут слов'янознавства, Київський славістичний університет, 2009. Вип. 8. C. 44–52.
- Структура витрат органів міського самоврядування в 1870—1900 рр. (на прикладі Чернігівської губернії). «Гілея» Науковий вісник. Київ: НПУ імені М. П. Драгоманова, УАН, 2009. Вип. 26. С. 45–54.
- Культурно-господарська діяльність муніципальних структур в останній третині XIX ст. (на прикладі Чернігівської губернії). Сумська старовина. Суми: СумДУ, 2009. № XXVIII–XXIX. С. 7–20.
- Громадсько-політичні погляди на місце і роль міського самоврядування в суспільстві в середині XIX — на початку XX ст. Університет. Київ: Славістичний університет, 2010. № 2. С. 75–85.
- Політико-правовий статус органів міського самоврядування за Положенням 1870 р. Науковий вісник Ужгородського університету. Серія: Історія. Ужгород: Видавництво УжНУ «Говерла», 2010. Вип. 24. С. 138—146
- Склад міських виборців в Чернігівській губернії в 1870—1900 рр. «Гілея» Науковий вісник. Київ: НПУ імені М. П. Драгоманова, УАН, 2010. Вип. 30. С. 67–76.
- Діяльність органів міського самоврядування по створенню і розвитку системи охорони народного здоров'я в Чернігівській, Харківській та Полтавській губерніях у II половині XIX ст. Наукові записки РДГУ. Актуальні проблеми вітчизняної та всесвітньої історії. Рівне: Рівненський державний гуманітарний університет, 2010. Вип. 19. С. 51–57.